# Азар (Коран)
Aза́р (араб. آزر‎) — коранический персонаж, отец Ибрахима (Авраама), хранитель идолов в святилище царя Нимруда.

## История
Согласно мусульманскому преданию, Aзар делал идолов, а мальчик Ибрахим продавал их на рынке. Пророк Ибрахим призвал его отказаться от поклонения идолам, но он не внял: «Вот Ибрахим (Авраам) сказал своему отцу [ли-аби́-хи] Азару: „Неужели ты считаешь идолов богами? Я вижу, что ты и твой народ находитесь в очевидном заблуждении“».
В Библии отца Авраама зовут Терах. Одни мусульманские комментаторы (муфассиры) объясняли расхождение тем, что Азар — его прозвище или титул при дворе царя. Другие ученые (например, ас-Суюти, который ссылался на Ибн Аббаса) считали, что на самом деле Азар был не родным отцом Ибрахима, а его отчимом или дядей. Родным отцом называют Таруха (Фарру), который умер до достижения Ибрахимом совершеннолетия, был праведным и набожным человеком и не был идолопоклонником.
Возможно, что это имя происходит от имени слуги Ибрахима — Елиезера (Лазаря). Расхождения в именовании отца пророка Ибрахима указывают на то, что в части предания об Ибрахиме Коран не основывается на письменных текстах, излагающих библейскую историю Авраама.